# Esmań (dopływ Klewieni)
Esmań (ukr. Есмань) – rzeka na Ukrainie, prawy dopływ Klewieni w dorzeczu Dniepru. Ma długość 50 km, powierzchnia zlewni obejmuje 634 km². Średni spadek rzeki wynosi 1,0 m/km. Dolina koryta dochodzi do 4 km. Koryto rzeki ma szerokość do 15 m.
Źródło znajduje się w pobliżu wsi Czerwone. Rzeka płynie przez terytorium rejonu głuchowskiego i putywelskiego w obwodzie sumskim. Przepływa przez Głuchów.